# Open de Franche Comté 2004
L'Open de Franche Comté 2004 è stato un torneo di tennis facente parte della categoria ATP Challenger Series nell'ambito dell'ATP Challenger Series 2004. Il torneo si è giocato a Besançon in Francia dal 1º al 7 marzo 2004 su campi in cemento indoor.

## Vincitori

### Singolare
Tomáš Berdych ha battuto in finale  Julien Benneteau con il punteggio di 6–3, 6–1

### Doppio
Alexander Waske /  Rogier Wassen hanno battuto in finale  Kenneth Carlsen /  Gilles Elseneer con il punteggio di 3–6, 7–5, 6–3